# 艾伊尔·尼尔森
艾伊尔·尼尔森（丹麥語：Eigil Nielsen，1918年9月15日—2000年9月7日），丹麦男子足球运动员，场上位置是守门员。他曾代表丹麦国奥队参加1948年夏季奥林匹克运动会足球比赛，获得一枚铜牌。